# Фарна
Фарна (слч. Farná) насељено је мјесто са административним статусом сеоске општине (слч. obec) у округу Љевице, у Њитранском крају, Словачка Република.

## Становништво
| Година:    | 1994. | 2004.   | 2014.   | 2024.   |
| ---------- | ----- | ------- | ------- | ------- |
| Број људи: | 1432  | 1450    | 1350    | 1327    |
| Разлика:   |       | +1,25 % | -6,89 % | -1,70 % |

| Година:    | 2023. | 2024.   |
| ---------- | ----- | ------- |
| Број људи: | 1317  | 1327    |
| Разлика:   |       | +0,75 % |

Према подацима о броју становника из 2011. године насеље је имало 1.299 становника.